# 中国人民政治协商会议第十四届全国委员会各专门委员会
中国人民政治协商会议第十四届全国委员会各专门委员会是中国人民政治协商会议第十四届全国委员会设立的专门委员会，主任、副主任名单由中国人民政治协商会议第十四届全国委员会常务委员会会议通过，委员名单由主席会议通过，任期由2023年3月至2028年3月。
2023年3月13日中国人民政治协商会议第十四届全国委员会常务委员会第一次会议通过《中国人民政治协商会议第十四届全国委员会常务委员会关于设置专门委员会的决定》，决定中国人民政治协商会议第十四届全国委员会设置10个专门委员会：提案委员会、经济委员会、农业和农村委员会、人口资源环境委员会、教科卫体委员会、社会和法制委员会、民族和宗教委员会、港澳台侨委员会、外事委员会、文化文史和学习委员会。
2023年3月12日中国人民政治协商会议第十四届全国委员会第一次主席会议通过中国人民政治协商会议第十四届全国委员会各专门委员会委员名单（627名）。2023年3月13日中国人民政治协商会议第十四届全国委员会常务委员会第一次会议通过中国人民政治协商会议第十四届全国委员会各专门委员会主任、副主任名单（129名）。

## 提案委员会
2023年3月13日通过主任、副主任10名：
- 主任：刘家义
- 副主任（按姓氏笔画排序）：李世杰、张军扩、赵爱明（女）、高鸿钧、黄国、盛茂林、崔波、崔少鹏、韩卫国

2023年3月12日通过委员67名：
- 委员（按姓氏笔画排序）：丁佐宏、于建华、于春水、马正武、马崇贤、王宜（女，满族）、王昌林、王祥明、方向、白涛、边巴拉姆（女，藏族）、朱松纯、刘忠范、刘振东、江毅、许进、孙达、李岩（满族）、李岩、李健（侗族）、李海潮、杨临萍（女）、连玉明、吴希明、余兴安、邹震、汪阳、宋海良、张旭（科协界）、张旭（文艺界）、张合成、张兴凯、张来斌、张政文、张福麟、陈因、陈彦、陈子云（女）、陈百灵（女，满族）、陈明金、岳伟、周庆富、周进强、郑平、赵宏、赵英民、赵晓萍（女）、荣洋、胡剑江、钟章队、敖虎山（蒙古族）、贾楠（女）、徐坤、徐安龙、翁铁慧（女）、郭媛媛（女）、唐承沛、桑福华、黄国显、黄信阳、龚六堂、韩鲁佳（女）、蒙曼（女，满族）、谭炯、黎晓英（女）、戴小明（苗族）、戴均良

2025年6月25日任命：
- 副主任：苏贵光（驻会）

## 经济委员会
2023年3月13日通过主任、副主任17名：
- 主任：王国生
- 副主任（按姓氏笔画排序）：马建堂、方光华、尹艳林、付志方、冯正霖、宁吉喆、毕井泉、余蔚平、苗圩、林毅夫、易纲、赵争平、高津、容永祺、黄志祥、戴东昌

2023年3月12日通过委员74名：
- 委员（按姓氏笔画排序）：丁焰章、马永生、王伟（特邀界）、王江、王煜、王先进、王彤宙、王思东、毛定之、石磊（经济界）、卢进、叶青、叶阳升、史贵禄、付刚峰、白重恩、冯艺东、戎贵卿、曲永义、向文波、刘云峰、刘丽坚（女）、刘启芳（女）、刘尚希、刘爱力、江尔雄（女）、江浩然、安庭（蒙古族）、孙煜、苏清栋、李兰（女）、李瑶（女）、李书福、李民吉、杨杰、杨成长、肖厚发、余斌、汪建平、张少明、张利平、张懿范、张懿宸、陈星莺（女）、陈锡明、苟护生、范树奎、金李、周鸿祎、屈庆超、赵凡、赵欢、赵泽良、郝书辰、胡德兆、南存辉、施乾平、姜万荣、祝树民、聂磊、夏德仁、柴强、徐晓兰（女）、黄苏云（黎族）、黄群慧、曹志安、商文江、阎峰、彭纯、蒋志鹏、喻顶成、曾毅、樊友山、燕瑛（女）

2024年6月6日任命：
- 副主任：易会满（驻会）

2024年10月11日任命：
- 副主任：李小鹏

2025年6月25日免去：
- 副主任：毕井泉
- 委员：李民吉

## 农业和农村委员会
2023年3月13日通过主任、副主任12名：
- 主任：王建军（中共界）
- 副主任（按姓氏笔画排序）：王冬胜、王晓东、龙庄伟（苗族）、叶冬松、刘雷、齐扎拉（藏族）、张桃林、胡盛寿、黄玉治、梁晔（驻会）、蒋旭光

2023年3月12日通过委员65名：
- 委员（按姓氏笔画排序）：万建民、马有祥、王静（女）、王传喜、王红玲（女）、孔宏智、邓蓉玲（女）、卢敏（女）、卢建军、田静（女）、田学斌、司马红（女）、吕爱辉（女）、朱水芳、仲志余、刘亚永、刘俊来、刘焕鑫、孙阳、孙东生、杜志雄、李浩、李忠民、李宝聚、李家洋、杨宇栋、杨爱明、吴宏耀、吴杰庄、何一心、余静（女）、闵庆文、宋青（女）、陆建华、陈化兰（女）、林海、林金星、周国平、周黎安、郑裕国、赵晓燕（女）、胡培松、柳芳（女）、钟登华、种康、侯水生、姜明、钱文挥、徐雪红（女）、高洁（女，妇联界）、郭玮、唐俊杰（女）、黄三文、黄丽萍（女，黎族）、曹鹏、曹晓风（女）、戚益军、常正国、麻振军、韩立平、程玉珍（女）、程永波（满族）、焦红（女）、谢茹（女）、褚浚

2024年10月11日任命：
- 副主任：邓小刚（驻会）

2024年10月11日免去：
- 副主任：梁晔（驻会）

2025年3月2日免去：
- 副主任：齐扎拉

## 人口资源环境委员会
2023年3月13日通过主任、副主任15名：
- 主任：车俊
- 副主任（按姓氏笔画排序）：乙晓光、王金南、王建军（医卫界）、李微微（女）、张纪南、陆桂华、欧青平（驻会）、易军、胡泽君（女）、钱智民、龚建明、蔡加讚、翟青、潘立刚

2023年3月12日通过委员64名：
- 委员（按姓氏笔画排序）：于学军、马建华、王江平、王树声、卢铁忠、朴世龙（朝鲜族）、刘建、刘伟平、刘均刚、刘国跃、刘炳江、刘梅林（女）、刘清泉、刘筱敏（女）、关天罡（女，满族）、李卫、李兴钢、李和跃、李金发、李根生、李原园、杨云彦、吴忠民、吴瑞君（女）、何广顺、谷树忠、邹磊、辛保安、汪东进、宋树立（女）、张全、张广汉、张兴赢、张志扬、张利文（女）、张复明、陆铭、武强、范国强、岳中明、周利、施小明、姜耀东、贺丹（女，土家族）、敖宏、倪晋仁、徐旭东、徐建军、翁祖亮、高吉喜、高庆波、黄震、崔丽娟（女）、章建华、葛全胜、蒋和生、鲁修禄、温枢刚、谭旭光、黎俊东、潘碧灵（土家族）、戴和根、戴厚良、魏源送

2024年10月11日免去：
- 副主任：李微微

2025年6月25日免去：
- 副主任：欧青平（驻会）

## 教科卫体委员会
2023年3月13日通过主任、副主任15名：
- 主任：陈宝生
- 副主任（按姓氏笔画排序）：王志刚、邓清河、刘伟（中共界）、杨小伟、张杰、尚勇、郑和、柯尊平、钱克明、徐延豪、黄卫、曹卫星、曹雪涛、蔡名照

2023年3月12日通过委员70名：
- 委员（按姓氏笔画排序）：丁霞（女）、丁世忠（回族）、马怀德、马景林、王辰、王俊、王宁利、王定华、王贺胜、王笑频（女）、邓中翰、邓旭亮、龙腾、申长雨、丛兵、乔杰（女）、刘林、刘国梁、刘念光、刘俊彩（女）、齐向东、孙尧、孙宝国、李利、李萌、李国勤、杨扬（女）、杨杰孚、吴浩、吴沛新、吴碧霞（女）、吴燕生、余艳红（女）、余晓晖、沈蓓莉（女）、张勇（医卫界）、张冬辰、张志勇、张勉之、张洪春、武向平、罗永章、季加孚、侍俊、周军、郑哲、孟艳（女）、赵长禄、赵宇亮、柳茹（女）、洪伟、祝连庆、姚建红、倪邦文、徐凤芹（女）、奚桓、唐旭东、堵远放、黄宇光、曹建国、蒋建东、程建平、曾一春、谢俊明、谢晓亮、谢敏豪、蓝逢辉、樊杰、潘建伟、霍勇

2024年6月6日任命：
- 副主任：马晓伟、曹军（驻会）

2024年10月11日任命：
- 副主任：庹震

2025年3月2日任命：
- 副主任：丁学东

2025年4月29日免去，2025年6月25日追认：
- 副主任：杨小伟

## 社会和法制委员会
2023年3月13日通过主任、副主任13名：
- 主任：徐令义
- 副主任（按姓氏笔画排序）：王少峰、王尔乘、刘晓梅（女，蒙古族）、江广平、阮成发、李民斌、杨万明、吴社洲、陈国庆、姚增科、钱锋（福利保障界）、徐立全

2023年3月12日通过委员61名：
- 委员（按姓氏笔画排序）：马军胜、田培炎、白少康、皮剑龙、成平（女）、毕彦超（女）、吕红兵、吕国泉、朱新力、刘钊、刘石泉、刘德伟、汤涛、孙洁（女）、孙茂利、严建文（回族）、苏绍聪、李丹、李文章、李汉宇、李庆忠、李连祥、李迎新（女，满族）、时和兴、吴楠、邱庭彪、何蓉（女）、佘德聪、沈亮、张峰、张毅、张少康、张来明、张其成、张金英（女）、张建民、张春生、张雪樵、陈思源、罗益昌、金学锋、周源、周汉民、赵昌华、胡建淼、胡静林、柯希平、贺小荣、聂鑫、莫荣（苗族）、徐平、黄宝荣、曹普、韩泳江、景亚萍（女）、程凯、傅振邦、解冬（女）、蔡振红、熊选国、魏青松

2025年6月25日免去：
- 委员：景亚萍

## 民族和宗教委员会
2023年3月13日通过主任、副主任14名：
- 主任：张裔炯
- 副主任（按姓氏笔画排序）：边巴扎西（藏族）、多杰热旦（藏族）、李山（宗教界）、李江（女）、李光富、杨发明（回族）、苟仲文、林铎、赵宗岐、徐晓鸿、隋青（女，蒙古族，驻会）、蒋建国、演觉

2023年3月12日通过委员61名：
- 委员（按姓氏笔画排序）：丁时勇、马跃祥（回族）、韦朝晖（女，壮族）、韦震玲（女，毛南族）、甲热·洛桑丹增（藏族）、代俊峰（回族）、们发延（阿昌族）、吉宏忠、朱程清（女）、刘万龙、刘同德、刘建波（满族）、刘爱平（女）、杜明燕（女，鄂温克族）、李龙熙（朝鲜族）、杨杰（回族）、杨洋（女，彝族）、杨小波、杨永强、杨光跃（纳西族）、杨远艳（女，京族）、杨佑兴、杨冠军（回族）、吴巍、吴世忠（苗族）、吴伟庆、汪鸿雁（女）、沈斌、张凤（女）、张风雷、张克运、张京泽、张冠梓、张高澄、张继焦、阿来（藏族）、阿地里江·阿吉克力木（维吾尔族）、陈霞（女）、陈宗荣、范小云（女）、帕松列龙庄勐（傣族）、郑堆（藏族）、宗性、孟至岭、孟宪明（回族）、赵雯（女）、赵聪（女）、胡雪峰（蒙古族）、钟瑛（女，白族）、贺颖春（女，裕固族）、秦荣生、珠康·土登克珠（藏族）、班禅额尔德尼·确吉杰布（藏族）、郭金才、曹金山（蒙古族）、常藏、鄂晓梅（女，达斡尔族）、鄂崇荣（土族）、释宽运（蒙古族）、潘毅琴（女，回族）、穆可发（回族）

2024年6月6日免去：
- 副主任：隋青（驻会）、苟仲文

2024年10月11日任命：
- 副主任：徐乐江

2025年3月2日任命：
- 副主任：王广华

## 港澳台侨委员会
2023年3月13日通过主任、副主任11名：
- 主任：刘赐贵
- 副主任（按姓氏笔画排序）：王伟（经济界，驻会至2025年6月25日[4]）、王　荣、仇　鸿（女）、邓中华、卢国懿、许又声、吴国华（女）、陈元丰、崔玉英（女，藏族）、屠海鸣

2023年3月12日通过委员51名：
- 委员（按姓氏笔画排序）：马志毅、王坚、王明凡、王贵齐、文宏武、尹宗华、邓小清、龙明彪、叶建明、吕涛（满族）、朱鼎健、朱碧新、刘以勤（女）、刘晓冰（女）、孙青野、孙和荣、杜斌、李大壮、李文俊、杨晓红（女）、杨毅周、吴旭洋、张庆盈（女）、张国荣、陈伟、陈天石、陈红天、陈季敏（女）、林娜（女）、林潞、林龙安、周春玲（女）、孟丽红（女）、施维雄、洪明基、姚永良、徐西鹏、郭军、涂辉龙、黄若虹、黄柳权、盛斌、舒心、曾伟雄、曾智明、赛赤·确吉洛智嘉措（藏族）、翟美卿（女）、颜宝铃（女）、魏克良、魏英杰、魏明德（回族）

## 外事委员会
2023年3月13日通过主任、副主任10名：
- 主任：何平
- 副主任（按姓氏笔画排序）：王宁（中共界）、王民（驻会）、王炳南、刘结一、李佳鸣（女）、张伯军、陈四清、林松添、隋军（女）

2023年3月12日通过委员48名：
- 委员（按姓氏笔画排序）：马述强、王平、王众一、王茂虎（回族）、王黎光、户思社、权忠光（朝鲜族）、朱妍（女）、任万平（女）、刘化龙、刘显法、杜占元、李凡荣、杨丽（女）、杨长利、杨光斌、吴恳、吴富林、冷俊、宋曙光、张军、张博（女）、张斌（对外友好界）、张义瑚、张汉晖、张宇燕、张晓仑、张朝晖、陈旭、林丽颖（女）、罗照辉、周渝波、郑泽光、赵梅（女）、郝戎、胡伟、姚树坤、袁鹏、袁炳忠、顾青、顾学明、徐宇宁、陶坚、蒋颖（女）、韩保江、廖祥忠、魏钢、魏海生

2025年3月2日任命：
- 副主任：李飞（驻会）

免去：
- 副主任：王民（驻会）

## 文化文史和学习委员会
2023年3月13日通过主任、副主任12名：
- 主任：吴英杰
- 副主任（按姓氏笔画排序）：朱生岭、李宝善、吴志良、陈润儿、欧阳坚（白族）、胡纪源（驻会）、姚爱兴、聂辰席、黄建盛、阎晶明、傅兴国

2023年3月12日通过委员66名：
- 委员（按姓氏笔画排序）：马锋辉、王宁（文艺界）、王军、王一彪、尹晓东、田沁鑫（女）、冯俐（女，回族）、冯鹏志、吕成龙、朱咏雷、刘广、刘宁（女）、刘万鸣、刘玉婉（女）、刘家强、许宁、孙红（女）、孙少文、李胥、李群、李六三、李心草、杨孟飞、吴士芳、吴为山、吴向东、吴洪亮、余新华、辛广伟（回族）、宋秋（女）、迟小秋（女）、张宏、张坤、张斌（文艺界）、张勤（女）、张自成、张凯丽（女）、张建春、张颐武、陆国强、陈军（女，高山族）、陈理、陈扬勇、陈红彦（女）、陈星灿、林洁（女）、金永伟、郑更生、赵宝刚、胡孝汉、禹光、俞峰、洪厚甜、袁慧琴（女）、都海江、夏春涛、黄志坚、崔志涛、董耀鹏、韩子勇、韩新安、傅若清、靳东、廖昌永、颜晓东、霍建起

2024年7月25日免去：
- 主任：吴英杰

2025年3月2日任命：
- 副主任：李屹